# Релігійна сіоністська партія
Релігійна сіоністська партія (івр. הציונות הדתית, трансліт. HaTzionut HaDatit, досл. «Релігійний сіонізм»); відома як Ткума (іврит תקומה, досл. «Відродження») до 2021 року і все ще офіційно відома як Національний союз-Ткума (івр. האיחוד ההלאומי-תקומ, трансліт. HaIchud HaLeumi-Tkuma) — єврейська релігійна сіоністська політична партія в Ізраїлі.

## Історія
Tkuma була заснована Ханан Порат і Цві Хендел у 1998 році. Пара вийшла з Національної релігійної партії у відповідь на Меморандум Вай. Майже одразу після створення Ткуми вона об’єдналася з Моледетом і Херутом – Національним Рухом, щоб сформувати Національний Союз, праву коаліцію, яка отримала чотири місця на виборах 1999 року, причому лише одне з цих місць дісталося Ткумі. Ці вибори були провальними для правого блоку, і на них виграв Ехуд Барак, залишивши Національний союз і Ткума в опозиції. У лютому 2000 року Ізраїль Бейтейну разом із Ткумою приєднався до Національного союзу, і обидві партії увійшли до першого уряду Аріеля Шарона в 2001 році. Через рік Ткума та решта Національного союзу вийшли з уряду Шарона через розбіжності щодо поводження з Другою інтифадою . Під час виборів 2003 року Національний союз зберіг свій альянс з Ізраїль Бейтену, завдяки збільшенню його підтримки, що допомогло отримати сім місць для всього списку та два для Ткуми. Партія була включена до коаліції Аріеля Шарона разом із Лікудом, Шинуї, Національною релігійною партією та Ізраїль Ба-Алія.